# Veliki Raven
Veliki Raven – wieś w Chorwacji, w żupanii kopriwnicko-kriżewczyńskiej, w mieście Križevci. W 2011 roku liczyła 219 mieszkańców.